# Ядлівчак скельний
Ядлівча́к скельний (Colluricincla woodwardi) — вид горобцеподібних птахів родини свистунових (Pachycephalidae). Ендемік Австралії. Вид названий на честь австралійського натураліста Бернарда Вудворда.

## Опис
Довжина птаха становить 24,5-26,5 см, вага 53 г. Виду загалом не притаманний статевий диморфізм. Голова і шия темно-сірі, від дзьоба до очей ідуть білуваті смуги, навколо очей вузькі білуваті кільця. Підборіддя білувате або світло-сіре, верхня частина тіла темно-сіре, хвіст зверху темно-коричневий, знизу темно-коричнево-сірий. Груди блідо-рудувато-коричневі, поцятковані вузькими сірими смужками, решта нижньої частини тіла світло-коричнева. Райдужки темно-червонувато-карі. Дзьоб у самців чорний, у самиць сірий. Лапи чорні або чорнувато-сірі. Скельним піщаникам притаманний гучний, мелодійний спів.

## Поширення і екологія
Скельні ядлівчаки мешкають на півночі Австралії. Вони живуть в пустельних районах, серед пісковикових скель, місцями порослих колючими чагарниками і деревами Eucalyptus miniata. Зустічаються поодинці або парами, іноді невеликими зграйками. Живляться переважно комахами. Пересуваються по землі стрибками, політ прямолінійний, з сильним розмахом крил, часто переривається коротими фазами плануючого польоту. Скельні ядлівчаки гніздяться у жовтні-листопаді. Гніздо чашоподібне, розміщується в тріщинах серед скель. В кладці 2-3 яйця, насиджує лише самиць.